# Pietro Sorri

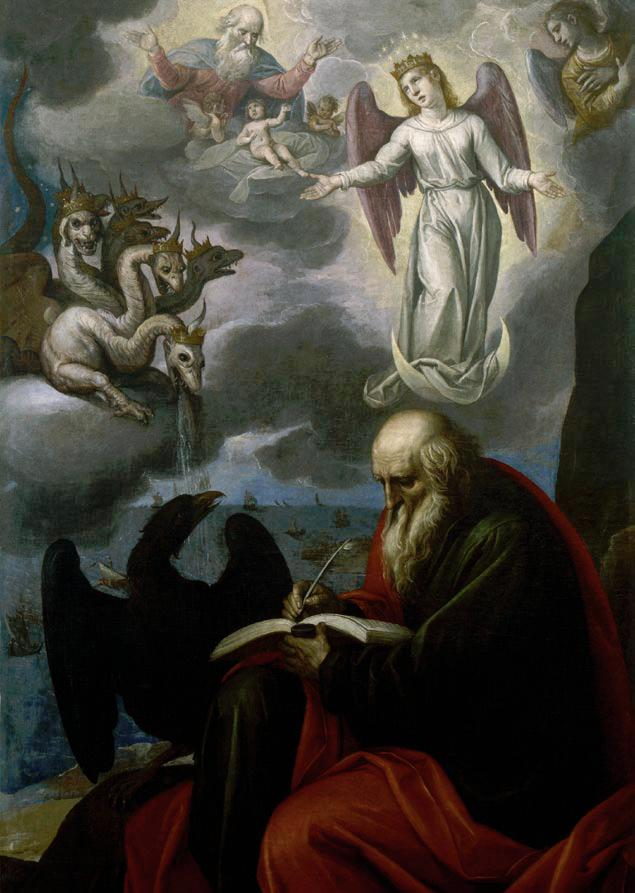
San Juan Evangelista, Descalzas Reales, Valladolid.

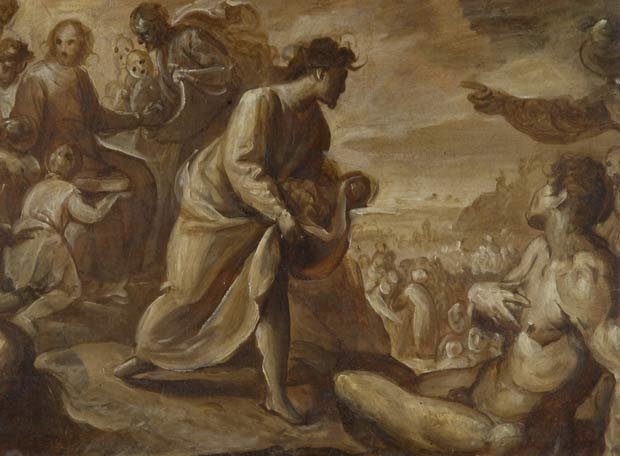
Multiplicación de los panes y los peces, Uffizi.

Pietro Sorri (San Gusmè, 1556 - Siena, 1621) fue un pintor italiano activo durante la última época del manierismo.

## Vida
Residió en Génova entre 1596 y 1598, donde fue maestro de Bernardo Strozzi y Giovanni Bernardo Carlone. En dicha ciudad tuvo influencia sobre una nueva generación de pintores genoveses, a quienes introdujo en los principios del manierismo. Sorri fue un artista itinerante que trabajó en diversos lugares de Italia, aunque con posterioridad trabajaría de nuevo en Liguria en 1612-1613, como lo prueba su Martirio de Santa Lucía en la iglesia de Campoligure.
Sorri sirvió de ejemplo para artistas sieneses más jóvenes, pues su pintura conjuga, sobre todo en su primera época, su formación sienesa con la influencia de artistas florentinos como Domenico Passignano, que fue su suegro, o la de la pintura emiliana de Correggio o los Carracci.
En España se hallan presentes algunas obras de Sorri, fruto de la donación que Cosme II de Toscana realizó al Monasterio de las Descalzas Reales de Valladolid de una amplia colección de pintura toscana para decorar el nuevo claustro del convento en 1610.
También estuvo en Venecia, donde tuvo como alumna a Marietta Robusti, la Tintoreta.

## Obras destacadas
- Muerte de San Antonio Abad (c. 1602), dibujo, Museo del Louvre
- Santísima Trinidad y santos, (Sant'Agostino, Siena)
- Virgen con el Niño y santos, (San Pietro a Vico, Lucca)
- Cristo bendiciendo, la Virgen, San Francisco y San Andrés (1605, San Francesco, Siena)
- Cristo coronado de espinas (1606, Monte dei Paschi di Siena, Siena)
- San Juan Evagelista (1610, Descalzas Reales, Valladolid)
- Santa Margarita (1610, Descalzas Reales, Valladolid)
- Martirio de Santa Lucía (1612-1613, Natività della Vergine, Campoligure)
- Multiplicación de los panes y los peces (dibujo, Uffizi)
- Frescos de la cúpula de la Cartuja de Pavia (1599), en colaboración con Alessandro Casolani